# Avventure della ragazza cattiva
Avventure della ragazza cattiva (titolo orig. Travesuras de la niña mala) è un romanzo del Premio Nobel per la letteratura Mario Vargas Llosa, pubblicato nel 2006. Nei paesi di lingua spagnola è stato un bestseller..

Romanzo autobiografico nelle ambientazioni, che segue la biografia dello scrittore: negli anni Cinquanta a Lima, negli anni Sessanta a Parigi durante le contestazioni studentesche, negli anni Settanta nella swinging London e negli anni Ottanta nella movida della Madrid multietnica. Nei temi, invece, è un romanzo d'amore, il primo dello scrittore ispirato a Madame Bovary.

## Trama
Ricardo è un ragazzo orfano, di famiglia benestante, che viene allevato dalla zia nel distretto di Miraflores. Quando ha circa quindici anni nel quartiere appare una ragazza cilena, Lily, che con la sorella Lucy scombina i rapporti del suo piccolo gruppo di amici. Dopo qualche mese, però, durante una festa, si scopre che Lily e Lucy non provengono realmente dal Cile come avevano raccontato, ma sono semplicemente due peruviane di classe sociale modesta, e vengono estromesse dal gruppo.
Una decina di anni dopo Ricardo ha coronato il suo unico sogno e vive, molto poveramente, a Parigi, dove si mantiene facendo il traduttore. Lo aiuta, fornendogli cibo e amicizia, Paùl, un compaesano attivo politicamente che, per conto di un'organizzazione politica clandestina peruviana, fa arrivare a Parigi ragazzi reclutati in Perù per poi mandarli a Cuba, per ricevere un addestramento da guerriglieri. Ricardo, che pur non avendo particolari idee politiche talvolta lo aiuta nelle questioni logistiche, viene incaricato del trasferimento di tre ragazze, in una delle quali, la "compagna Arlette", riconosce la niña mala della sua adolescenza. Lei asseconda il suo corteggiamento, sperando di poter evitare il trasferimento a Cuba, ma la cosa non sembra possibile e Paùl le suggerisce di dimostrarsi palesemente inadatta alla vita da guerrigliera in modo da riunirsi a Ricardo il prima possibile. La ragazza acconsente ma poi, una volta arrivata a Cuba, non dà più notizia di sé; Paùl riesce a sapere che è diventata la compagna di uno dei comandanti dei guerriglieri.
Passano diversi anni e Paùl, che è stato impiegato dal suo partito come portavoce in Europa, si trasferisce in Perù nelle unità di combattimento nonostante la sua obesità e viene presto ucciso. Per puro caso Ricardo incrocia la niña mala, che veste abiti eleganti ed è sposata con monsieur Arnoux, e ne diventa brevemente l'amante. Dopo un breve idillio però scompare di nuovo, svuotando il conto in banca svizzero del marito.
Ricardo intraprende lo studio della lingua russa e frequenta sempre più spesso l'Inghilterra degli anni Settanta in compagnia di Juan Barreto, un compagno d'infanzia che, dopo una vita poverissima da pittore hippy vagabondo, ha per caso fatto fortuna come ritrattista di cavalli purosangue da corsa e si divide tra l'ambiente dei figli dei fiori e l'aristocrazia inglese. A una festa incontra la niña mala, sposata con un ricco e gelosissimo allevatore di cavalli, mister Richardson. I due ridiventano amanti per un periodo più lungo, ma alla fine la niña mala scompare nuovamente; anche Juan Barreto muore di AIDS.
Ricardo passa un lungo periodo di solitudine, senza amici stretti; uno dei colleghi che frequenta di più è il turco sefardita Salomòn Toledano, traduttore poliglotta dallo scarso fascino personale. Durante una trasferta in Giappone Salomòn si innamora di un'avvocatessa giapponese e, nelle sue dettagliate lettere a Ricardo, ne descrive l'ambiente e le conoscenze. In una di queste Ricardo riconosce la niña mala e parte per Tokyo. Scopre che si fa chiamare Kuriko ed è diventata l'amante di Fukuda, un losco figuro, che la domina psicologicamente e la utilizza come corriere per traffici illegali. I due trascorrono una notte appassionata, ma mentre fanno l'amore Ricardo vede Fukuda che li osserva e capisce che l'incontro è stato organizzato da lui. Umiliato e furibondo, se ne va e giura di non vedere più la niña mala. Poco dopo l'avvocatessa lascia Salomòn Toledano, che si suicida.
Torna a Parigi e vive in solitudine fino a che non fa amicizia con i nuovi vicini Simon ed Elena Gravoski e con il loro figlio adottivo Yial. Durante questo periodo la niña mala tenta ripetutamente di contattarlo, ma lui la rifiuta. Alla fine accetta di incontrarla e la trova molto malata; gli racconta di essere stata arrestata e violentata a Lagos e di essere stata quindi abbandonata da Fukuda. Elena, che è una dottoressa, lo aiuta a farla ricoverare prima in ospedale e poi in una clinica psichiatrica, dove si scopre che le ferite della niña mala sono state procurate da Fukuda, da cui è fuggita. Si sposano e vivono insieme per un periodo felice, durante il quale Ricardo torna anche in Perù dallo zio e ritrova per caso il suocero, ma alla fine la niña mala se ne va di nuovo e Ricardo ha un malore.
Lo ritroviamo pochi anni dopo a Madrid, che convive con Marcella, una scenografa italiana molto più giovane di lui. La nina mala, ormai morente, lo ritrova, e i due passano qualche ultimo giorno felice prima che lei muoia.

## Edizioni italiane
- Avventure della ragazza cattiva, traduzione di Glauco Felici, Collana Supercoralli, Torino, Einaudi, 2006, ISBN 978-88-061-8377-6. - Collana Super ET, Einaudi, 2007, ISBN 978-88-061-9072-9.